# Małaja Gorka (obwód rostowski)
Małaja Gorka (ros. Малая Горка) – osiedle w Rosji, w obwodzie rostowskim, w rejonie martynowskim. W 2021 liczyło 964 mieszkańców.